# Florian Henckel von Donnersmarck
Gróf Florian Henckel von Donnersmarck (Köln, 1973. május 2. –) BAFTA- és César-díjas német filmrendező, forgatókönyvíró és producer. A Stasi módszereiről szóló A mások élete című filmjét 2007-ben a legjobb idegen nyelvű filmnek járó Oscar-díjjal tüntették ki.

## Élete
Gróf Henckel von Donnersmarck család sarja. A rendező szülei a szlovákiai Csütörtökhely-ről (Donnersmark) származó sziléziai nemesi család. Édesapja, gróf dr. Leo-Ferdinand Henckel von Donnersmarck (1935), jogász, máltai lovag, édesanyja, Anna Maria von Berg (1940). New Yorkban, Frankfurt am Mainban és Brüsszelben nőtt fel. Édesapja korábban a Lufthansa menedzsereként dolgozott.
Tanulmányait ezután Szentpéterváron folytatta, majd rövid ideig orosz nyelvtanárként dolgozott.
1993 és 1996 között Oxfordban filozófiát, politikatudományt és ökonómiát tanult. Csak ezután kezdte filmes pályafutását, amelynek elején rendezést tanult Richard Attenborough-nál.
Nős, három gyermek édesapja. A német mellett osztrák állampolgár is.

## Filmrendezései
- 1997 Mitternacht
- 1998 Das Datum
- 1999 Dobermann
- 2002 Der Templer
- 2003 Petits mythes urbains
- 2006 A mások élete (Das Leben der Anderen)
- 2010 Az utazó (The Tourist)
- 2018 Mű szerző nélkül (Werk ohne Autor)